# Prêmio Alceu Amoroso Lima
O Prêmio Alceu Amoroso Lima é um prêmio concedido pela Universidade Candido Mendes juntamente com o Centro Alceu Amoroso Lima pela Liberdade anualmente para pessoas, organizações, instituições ou grupos que se destacam na luta pela justiça, pela paz e pelos direitos humanos. Seu nome é uma homenagem ao legado literário, cultural, político e eclesial do intelectual católico Alceu Amoroso Lima, o “Tristão de Ataíde”. 
Criada em 1983 pela Comissão Justiça e Paz de São Paulo, a premiação Alceu Amoroso de Lima é dividida em duas categorias: Direitos Humanos (nos anos ímpares) para pessoas, organizações, instituições ou grupos que se destacam na luta pela justiça, paz e pelos Direitos Humanos e Poesia e Liberdade (nos anos pares) para escritores que tratam do tema.

## Premiados
Foram contemplados com o Prêmio Alceu Amoroso Lima - Poesia e Liberdade:
- 1984 – José Paulo Moreira da Fonseca e Roberto Armando Ramos de Aguiar, pelo ensaio “LSN - lei da insegurança popular”, publicado em 1984.
- 1986 – Moacyr Félix de Oliveira
- 1988 – Dante Milano (Post Mortem)
- 1996 – João Cabral de Melo Neto
- 2000 – Ferreira Gular - Menção Honrosa para Pedro Tierra
- 2002 – Adélia Prado - Menção Honrosa para Zé Vicente e menção Post Mortem para Afonso Félix de Souza
- 2004 – Paulo Henriques Britto
- 2006 – Carlos Rodrigues Brandão - Menção Honrosa para Dom Pedro Casaldáliga
- 2008 – Marco Lucchesi - Menção Honrosa para Thiago de Mello e Rubem Alves
- 2010 – José Thomaz Filho - Menção Honrosa para Alberto da Costa e Silva e Ivan Junqueira
- 2012 – Antônio Cícero - Menção Honrosa para Armindo Trevisan e Fabrício Carpinejar
- 2014 – Armando Freitas Filho - Menção Honrosa para José Carlos Capinan e menção Post Mortem para Ariano Suassuna[3]
- 2016 - Leonardo Fróes - Menção Honrosa para Yeda Prates Bernis
- 2018 - Álvaro Alves de Faria - Menção Honrosa para Walnice Nogueira Galvão. Carlos Felipe Moisés (Post Mortem)
- 2021 - Denise Emmer - Menção Honrosa para Mariana Ianelli

Foram contemplados com o Prêmio Alceu Amoroso Lima - Direitos Humanos:  
- 1985 –  Paulo Sérgio de Moraes Sarmento Pinheiro[4]
- 1987 – Ezequiel Ramin[5]
- 1999 – Setor de Educação do MST[6]
- 2003 – Claudio Lemos Fonteles[7]
- 2005 – Patrus Ananias de Souza - Menção Honrosa para o Conselho Mundial de Igrejas, Dom José Maria Pires e o padre Júlio Lancelotti e menção Post Mortem para a irmã Dorothy Mae Stang[8]
- 2007 – Paulo Vannuchi - Menção Honrosa para Dom Erwin Kräuter e menção Post Mortem para José Antonio Rodrigues Santos Silva[9]
- 2009 – Frei Henri Burin des Roziers - Menção Honrosa para Maria Luiza Marcílio e Leonardo Boff[10]
- 2011 – Padre Ricardo Rezende - Menção Post Mortem para Zilda Arns Neuman e o casal José Cláudio Ribeiro da Silva e Maria do Espírito Santo[11]
- 2013 – Dom Luiz Demétrio Valentini - Menção Honrosa para Padre Paolo Dal’Olio[12]
- 2015 – Dom Mauro Morelli - Menção Honrosa para Yvonne Bezerra de Mello e menção Post Mortem para Inês Etienne Romeu[13]